# Thuyết hệ lăng kính tán sắc
Mô tả đầu tiên về mảng đa lăng kính và hệ đa lăng kính tán sắc, được Newton đưa ra trong cuốn sách Opticks của ông. Nghiên cứu mở rộng về cặp lăng kính đã được giới thiệu bởi Brewster vào năm 1813. Một mô tả toán học hiện đại về sự tán sắc của lăng kính đơn được đưa ra bởi Born và Wolf vào năm 1959. Thuyết hệ lăng kính tán sắc tổng quát được giới thiệu bởi Duarte và Piper vào năm 1982. 

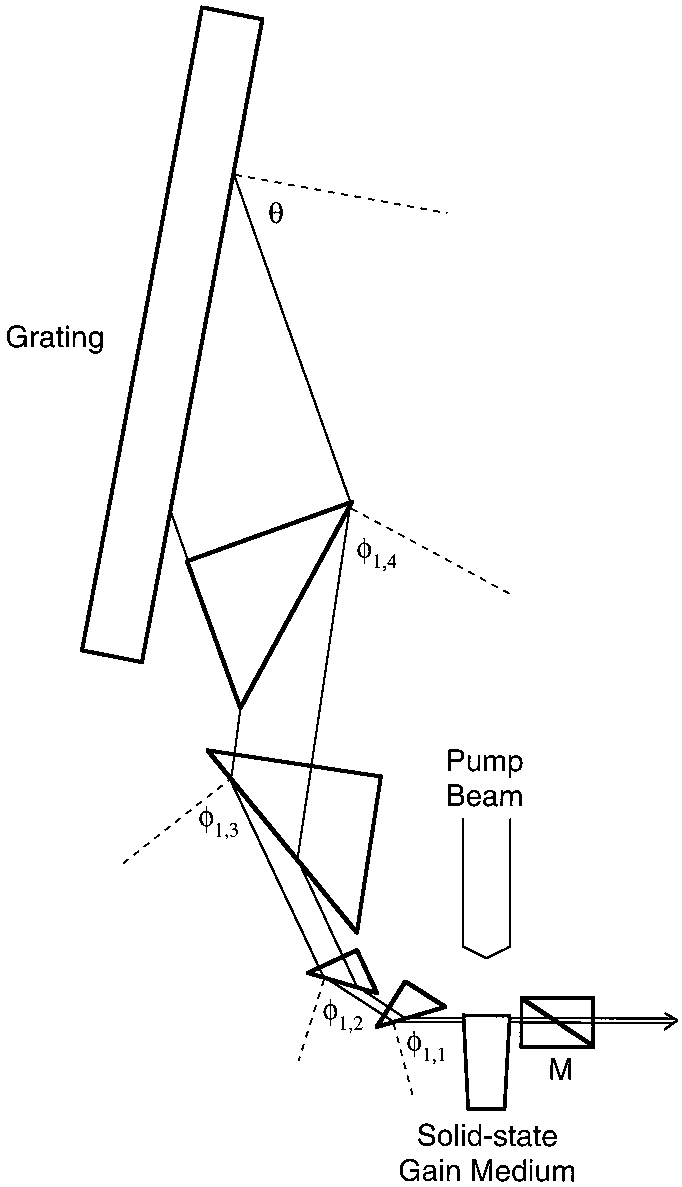
Cấu hình mở rộng chùm tia qua hệ lăng kính được sử dụng trong các bộ dao động laser điều chỉnh độ rộng đường truyền hẹp

## Phương trình hệ lăng kính tán sắc tổng quát
Mô tả toán học tổng quát về hệ đa lăng kính tán sắc là một hàm của góc tới, hình dạng lăng kính, chiết suất của lăng kính và số lăng kính, được giới thiệu như một công cụ thiết kế cho dao động laser đa lăng kính của Duarte và Piper, và được đưa ra bởi
{\displaystyle (\partial \phi _{2,m}/\partial \lambda )=H_{2,m}(\partial n_{m}/\partial \lambda )+(k_{1,m}k_{2,m})^{-1}{\bigg (}H_{1,m}(\partial n_{m}/\partial \lambda )\pm \ (\partial \phi _{2,(m-1)}/\partial \lambda ){\bigg )}}
cũng có thể được viết là
{\displaystyle \nabla _{\lambda }\phi _{2,m}=H_{2,m}\nabla _{\lambda }n_{m}+(k_{1,m}k_{2,m})^{-1}{\bigg (}H_{1,m}\nabla _{\lambda }n_{m}\pm \nabla _{\lambda }\phi _{2,(m-1)}{\bigg )}}
ứng dụng
{\displaystyle \nabla _{\lambda }=\partial /\partial \lambda }
Cũng là,
{\displaystyle k_{1,m}=\cos \psi _{1,m}/\cos \phi _{1,m}}
{\displaystyle k_{2,m}=\cos \phi _{2,m}/\cos \psi _{2,m}}
{\displaystyle H_{1,m}=(\tan \phi _{1,m})/n_{m}}
{\displaystyle H_{2,m}=(\tan \phi _{2,m})/n_{m}}
Ở đây, {\displaystyle \phi _{1,m}} là góc tới, tại lăng kính thứ m, và {\displaystyle \psi _{1,m}} là góc khúc xạ tương ứng của nó. Tương tự như vậy, {\displaystyle \phi _{2,m}} là góc đi ra và {\displaystyle \psi _{2,m}} là góc khúc xạ tương ứng của nó. Hai phương trình chính đưa ra sự tán sắc bậc nhất cho một mảng m lăng kính ở mặt đi ra của lăng kính thứ m. Dấu cộng trong số hạng thứ hai trong ngoặc đơn đề cập đến cấu hình tán sắc dương trong khi dấu trừ liên quan đến cấu hình bù. Các hệ số k là các mở rộng chùm tia tương ứng và các hệ số H là các đại lượng hình học bổ sung. Cũng có thể thấy rằng sự tán sắc của lăng kính thứ m phụ thuộc vào sự phân tán của lăng kính trước (m - 1).
Các phương trình này cũng có thể được sử dụng để định lượng sự tán sắc góc trong các mảng lăng kính, như được mô tả trong cuốn sách Opticks của Isaac Newton, và được triển khai trong các thiết bị tán sắc như máy quang phổ đa lăng kính. Một đánh giá toàn diện về các hệ thống mở rộng chùm tia đa lăng kính thực tế và lý thuyết tán sắc góc đa lăng kính, bao gồm các phương trình rõ ràng và sẵn sàng để áp dụng các phương trình (kiểu kỹ thuật), được đưa ra bởi Duarte.
Gần đây, lý thuyết tán sắc đa lăng kính tổng quát đã được mở rộng để bao gồm khúc xạ dương và âm. Ngoài ra, các dẫn xuất pha bậc cao hơn đã được tạo ra bằng cách sử dụng phương pháp lặp Newton. Phần mở rộng của lý thuyết này cho phép đánh giá đạo hàm cao thứ N thông qua một khung toán học gọn nhẹ. Các ứng dụng bao gồm các cải tiến thêm trong thiết kế máy nén xung lăng kính và quang học phi tuyến.

### Sự tán sắc lăng kính đơn
Đối với một lăng kính tổng quát duy nhất (m = 1), phương trình tán sắc đa lăng kính tổng quát đơn giản hóa thành
{\displaystyle (\partial \phi _{2,1}/\partial \lambda )=(sin\psi _{2,1}/cos\phi _{2,1})(\partial n_{1}/\partial \lambda )+(cos\psi _{2,1}/cos\phi _{2,1})tan\psi _{1,1}(\partial n_{1}/\partial \lambda )}
Nếu lăng kính đơn là lăng kính tam giác vuông với chùm tia đi ra là pháp tuyến đến mặt đi ra, khi đó {\displaystyle \phi _{2,m}} bằng 0, phương trình này rút gọn có

Một máy nén xung hai lăng kính như được triển khai trong một số cấu hình laser femtosecond.

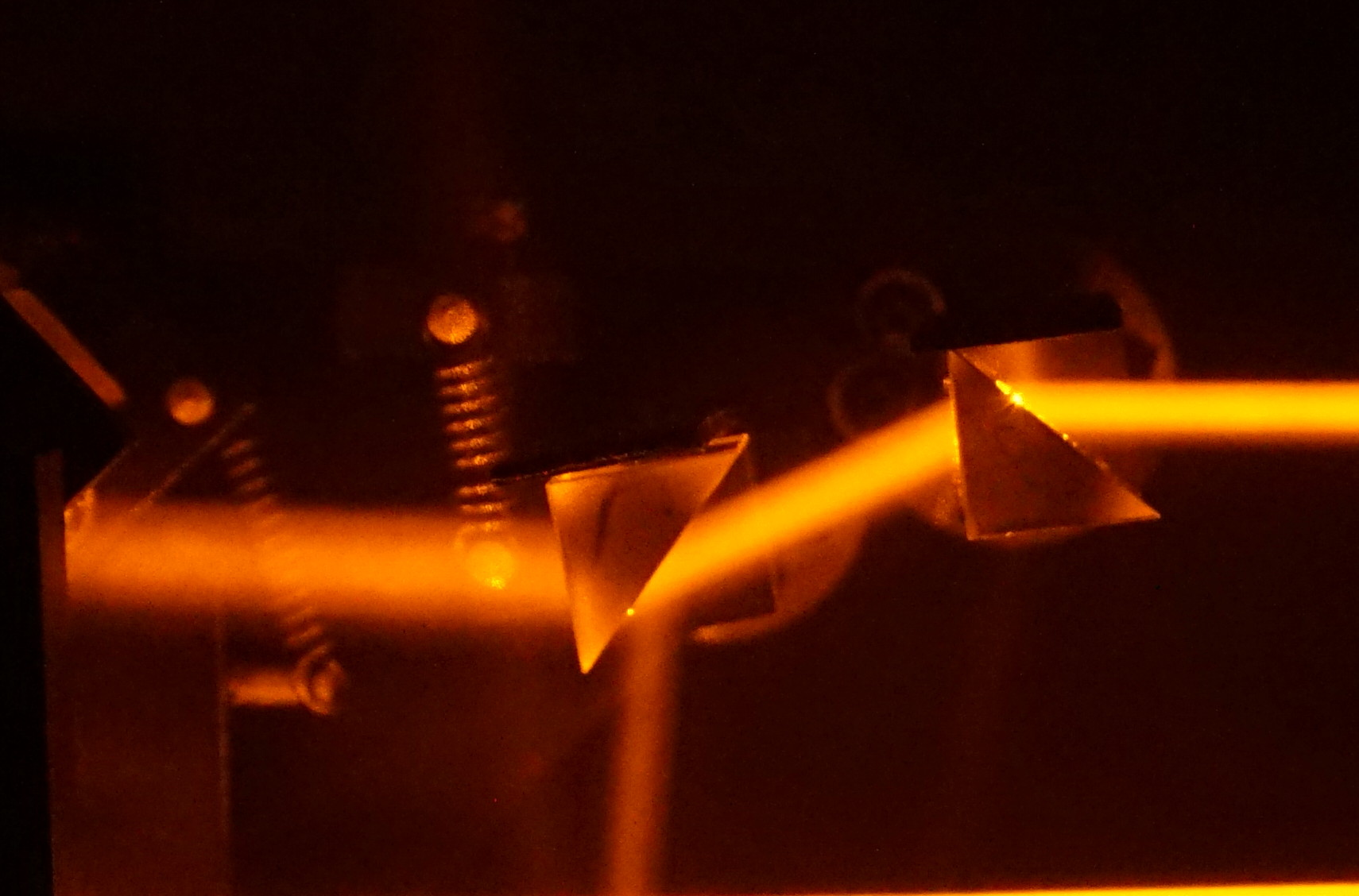
Sự sắp xếp đa lăng kính này được sử dụng với cách tử nhiễu xạ để cung cấp điều chỉnh trong laser nhuộm.

{\displaystyle (\partial \phi _{2,1}/\partial \lambda )=tan\psi _{1,1}(\partial n_{1}/\partial \lambda )}

## Tán sắc nội bộ và băng thông laser
Ứng dụng đầu tiên của thuyết này là đánh giá độ rộng đường truyền laser trong các bộ dao động laser đa lăng kính. Tổng độ tán sắc góc nội bộ đóng một vai trò quan trọng trong việc thu hẹp đường truyền của các laser điều chỉnh xung thông qua phương trình
{\displaystyle \Delta \lambda \approx \Delta \theta \left({\partial \Theta  \over \partial \lambda }\right)^{-1}}
Với {\displaystyle \Delta \theta } là độ phân kỳ của chùm tia và tổng độ tán sắc góc nội bộ là đại lượng trong ngoặc đơn (được nâng lên -1). Mặc dù ban đầu có nguồn gốc cổ điển, năm 1992 đã chỉ ra rằng phương trình băng thông thu hẹp đường truyền laser này cũng có thể được bắt nguồn từ các nguyên lý lượng tử giao thoa kế.
Đối với trường hợp đặc biệt có độ tán sắc bằng 0 từ thiết bị mở rộng chùm tia đa lăng kính, độ rộng đường truyền laser một lần được đưa ra bởi 
{\displaystyle \Delta \lambda \approx \Delta \theta \left(M{\partial \theta  \over \partial \lambda }\right)^{-1}}
Trong đó M là độ phóng đại chùm tia được cung cấp bởi bộ giãn nở chùm nhân với độ tán sắc góc được cung cấp bởi cách tử nhiễu xạ. Trong thực tế, M có thể cao tới 100-200.
Khi độ phân tán của bộ mở rộng đa lăng kính không bằng 0, thì độ rộng đường truyền một lần được đưa ra bởi
{\displaystyle \Delta \lambda \approx \Delta \theta \left(M{\partial \theta  \over \partial \lambda }+{\partial \phi _{2,m} \over \partial \lambda }\right)^{-1}}
trong đó vi phân thứ nhất đề cập đến sự phân tán góc từ cách tử và vi phân thứ hai đề cập đến sự phân tán tổng thể từ bộ giãn nở chùm đa lăng kính (được nêu trong phần trên).

## Ứng dụng khác
Năm 1987, thuyết góc tán góc sắc đa lăng kính đã được mở rộng để cung cấp các phương trình bậc hai rõ ràng áp dụng trực tiếp cho việc thiết kế máy nén xung hình lăng trụ. Thuyết hệ lăng kính tán sắc tổng quát được áp dụng cho:
- Lăng kính amit[13][14]
- Kính hiển vi laser,[15][16]
- thiết kế laser điều chỉnh băng thông hẹp,[17]
- Máy giãn nở chùm lăng trụ[4][5]
- Máy nén lăng kính cho laser xung femtosecond.[18][19][20]